# Orthion malpighiifolium
Orthion malpighiifolium là một loài thực vật có hoa trong họ Hoa tím. Loài này được (Standl.) Standl. & Steyerm. mô tả khoa học đầu tiên năm 1940.